# Ricardo Javier Ortiz
Ricardo Ortíz (Capiatá, Paraguay, 22 de agosto de 1983) es un futbolista paraguayo que juega como volante. Actualmente juega en el Silvio Pettirossi de la Primera División C.
Se consagró campeón del Torneo Apertura 2013 de la Primera División de Paraguay con el Club Nacional.

## Clubes
| Club                        | País      | Año         |
| --------------------------- | --------- | ----------- |
| Olimpia                     | Paraguay  | 2004 - 2005 |
| Spvo. 2 de Mayo             | Paraguay  | 2005 - 2006 |
| Macará                      | Ecuador   | 2007        |
| Olimpia                     | Paraguay  | 2007        |
| 3 de Febrero                | Paraguay  | 2008 - 2009 |
| 12 de Octubre               | Paraguay  | 2009 - 2010 |
| Guerreros                   | México    | 2010        |
| Sport Colombia              | Paraguay  | 2011        |
| 3 de Febrero                | Paraguay  | 2011 - 2012 |
| Club Sportivo Carapeguá     | Paraguay  | 2012        |
| Nacional                    | Paraguay  | 2013        |
| Boca Unidos                 | Argentina | 2014        |
| Capiatá                     | Paraguay  | 2014        |
| San Lorenzo                 | Paraguay  | 2015        |
| Deportivo Capiatá           | Paraguay  | 2016        |
| Independiente CG            | Paraguay  | 2017        |
| Club General Martín Ledesma | Paraguay  | 2018        |
| Club Sportivo Carapeguá     | Paraguay  | 2019        |
| Silvio Pettirossi           | Paraguay  | 2021        |